# 第一次ポーランド分割
第一次ポーランド分割（ポーランド語: I rozbiór Polski）は、1772年に行われたポーランド・リトアニア共和国の最初の分割。すでにロシア帝国の属国と化していたポーランドは、中・東欧の勢力均衡を図ったロシア帝国、プロイセン王国、ハプスブルク帝国（オーストリア）によりその領土を蚕食された。ポーランド軍はこうした隣国に抵抗できるだけの軍事力を持っておらず、また三国軍が迅速にポーランド領を制圧したために、ポーランドは1773年に分割セイムを開き、分割を承認せざるを得なくなった。

## 背景
17世紀後半から18世紀にかけて、ポーランド・リトアニア共和国はヨーロッパ有数の大国の地位から転落し、ロシアの保護国（属国、衛星国などとされることも）に成り下がった。これはロシア皇帝が積極的かつ効果的にポーランドの国王自由選挙やセイム（議会）に介入していった結果である。例えば1767年に開かれたセイムはロシア大使ニコライ・レプニンに完全に支配され、後にレプニン・セイムと呼ばれるようになった。
第一次ポーランド分割は、ロシアの伸長に伴う周辺国の勢力均衡策により発生した。露土戦争でオスマン帝国を圧倒しつつあったロシアは、モルダヴィアやワラキアへの領土的野心を持っていたハプスブルク帝国を脅かした。この時点で、ハプスブルク帝国は戦争に介入してロシアと干戈を交えることすら検討していた。

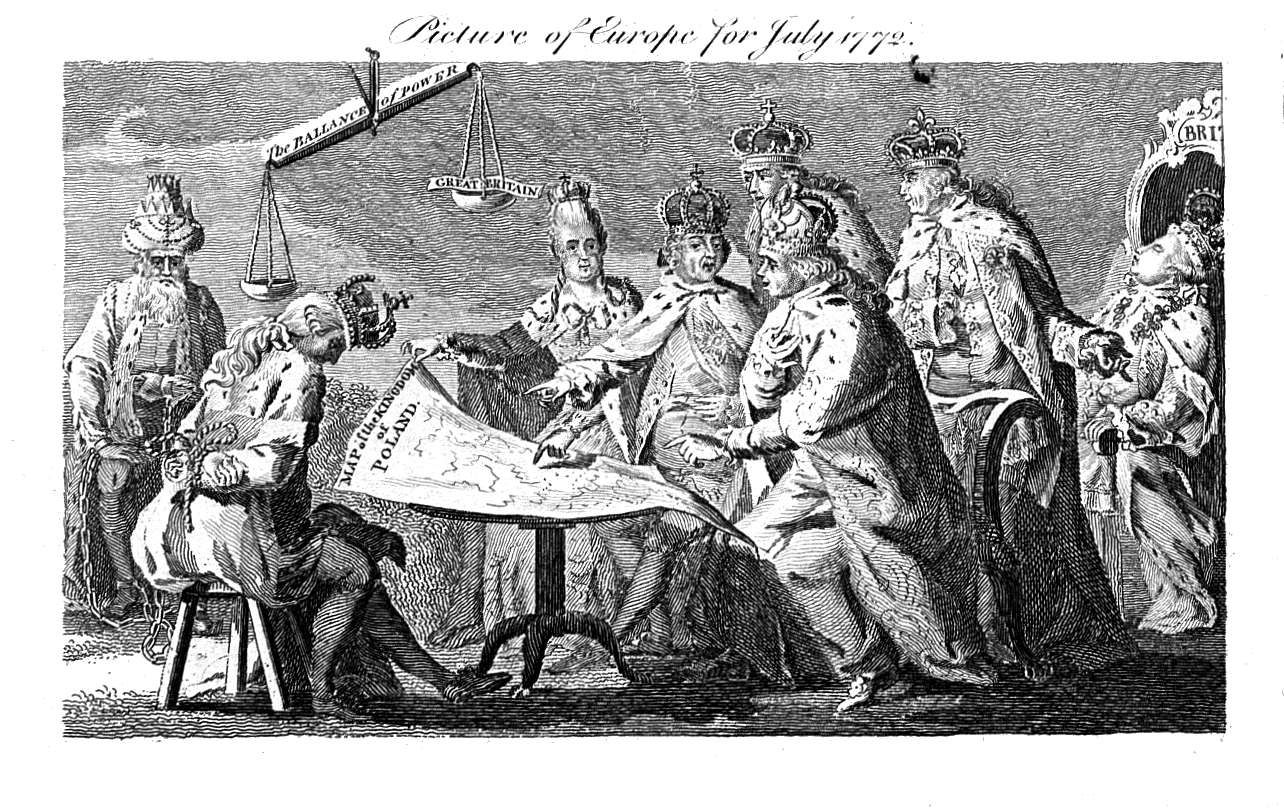
1772年7月のヨーロッパの図 （イギリスの風刺画）

ここで、両国と友好関係を持っていたフランスが介入し、領土補償による解決を提案した。すなわち、ハプスブルク帝国はシュレージエン戦争で奪われたプロイセン領シュレージエンの一部をプロイセンから取り戻し、その代償としてプロイセンはポーランド領となっていたヴァルミアを回復し、さらにドイツ人住民が多いクールラント・ゼムガレン公国をもポーランドから獲得するというものである。プロイセン王フリードリヒ2世は苦労して獲得したシュレージエンを返還する気はなかったものの、平和的解決の模索については興味を示していた。もしロシア・ハプスブルク帝国間で戦争が勃発すれば、プロイセンも露普同盟に基づいて大戦争に巻き込まれることになり、これは七年戦争で財政的・軍事的に疲弊しきっていたプロイセンが耐えられることではなかった。またフリードリヒ2世は、ロシアと同盟を結んだとはいえ、その過度な強大化とオスマン帝国の弱体化によるバランス崩壊を望んでいなかった。1770年から1771年にかけての冬、プロイセン王弟ハインリヒがプロイセン代表としてロシアの首都サンクトペテルブルクに滞在していた。この直前の1769年、ハプスブルク帝国は15世紀のルボフラ条約によってポーランドが管理していたスペシ郡13市を併合していたので、ロシア皇帝エカチェリーナ2世とその顧問イヴァン・チェルヌィショフは、ハインリヒに対してプロイセンもヴァルミアなどポーランドの領土を獲得するよう持ちかけた。この知らせを受けたフリードリヒ2世は、ハプスブルク帝国、プロイセン、ロシアの三国によるポーランド国境地帯の一斉併合を提唱した。彼は最も勢力が弱まっているハプスブルク帝国が一番大きな分け前を受け取るべきとし、またロシアにもオスマン帝国に向けている領土拡張の矛先をより弱体で死に体のポーランドに向けるよう仕向けたのである。ハプスブルク帝国のヴェンツェル・アントン・フォン・カウニッツは、（本来露墺間の問題とは無関係なはずの）プロイセンがポーランド領を獲得するなら、代わりにシュレージエンをハプスブルク帝国に返還すべきだと主張したが、これはやはりフリードリヒ2世に拒絶された。
沈黙のセイム以降、ロシアはすでにポーランドを自らの保護国とみなしていたが、ポーランド国内ではロシアの影響力を払拭しようとするバール連盟による戦争が続いて国土が荒廃していた。さらにコリーイの農民反乱やウクライナ・コサックの蜂起も重なり、ポーランドの国際的地位は下がる一方だった。さらにロシアの肩入れによりポーランド王となっていたスタニスワフ2世アウグストは権力基盤が弱体で、それでいて独立志向が強く、ロシアは次第にポーランドを保護国としておく価値に重きを置かなくなっていった。周辺三国は無政府状態のポーランドの安定を回復するという名目（バール連盟の存在が格好の正当化の種とされた）のもとに国境を越えてポーランド周縁部を制圧したが、これは明らかに領土的野心によるものであった。
ロシアがドナウ公国群を制圧したのち、ハインリヒは兄フリードリヒ2世やオーストリア大公マリア・テレジアを説得し、ロシアがオスマン帝国領ではなくポーランド領を獲得するという流れを作った。長きにわたって王領プロイセンの併合を望んでいたプロイセンによる圧力の末、第一次ポーランド分割が決行された。またこれはオスマン帝国との同盟を画策していたハプスブルク帝国が、バルカン半島での領土拡張を断念する代償ともなった。またハプスブルク帝国領に迫っていたロシア軍もモルダヴィアから撤退した。1771年11月3日にバール連盟がスタニスワフ2世を誘拐しようとしたことが、ポーランドが無政府状態にあるという主張と、ポーランドの国土と市民を「保護する」という周辺諸国の口実を正当化することになってしまった。

## 分割開始
1771年までに、既にハプスブルク帝国はスペシュを、プロイセンはラウエンブルク・ビュトフをポーランド・リトアニア共和国から獲得していた。1772年2月6日にはサンクトペテルブルクにおいてプロイセンとロシアが合意を結び、19日にウィーンで分割の合意が調印された。またこれに先立ち、8月初頭、ロシア・プロイセン・ハプスブルク帝国軍が同時にポーランド領内に侵攻し、合意によって割り当てられた領土を占領した。8月5日、三国はそれぞれの領土獲得を尊重する合意を結んだ。
バール連盟軍は、以前支援を受けていたハプスブルク帝国の領土から退去せざるを得なくなった。ハプスブルク帝国は露普同盟に参加し、バール連盟支配下の城塞を攻撃し始めた。1772年4月末にクラクフのヴァヴェル城が、7月末にトィニェツ城が陥落し、チェンストホヴァでもカジミェシュ・プワスキが抵抗を続けたものの8月に敗れた。最終的にバール連盟は敗れ去り、その参加者たちは国外に亡命するか、ロシアに捕らえられシベリアへ追放された。

## 領土配分

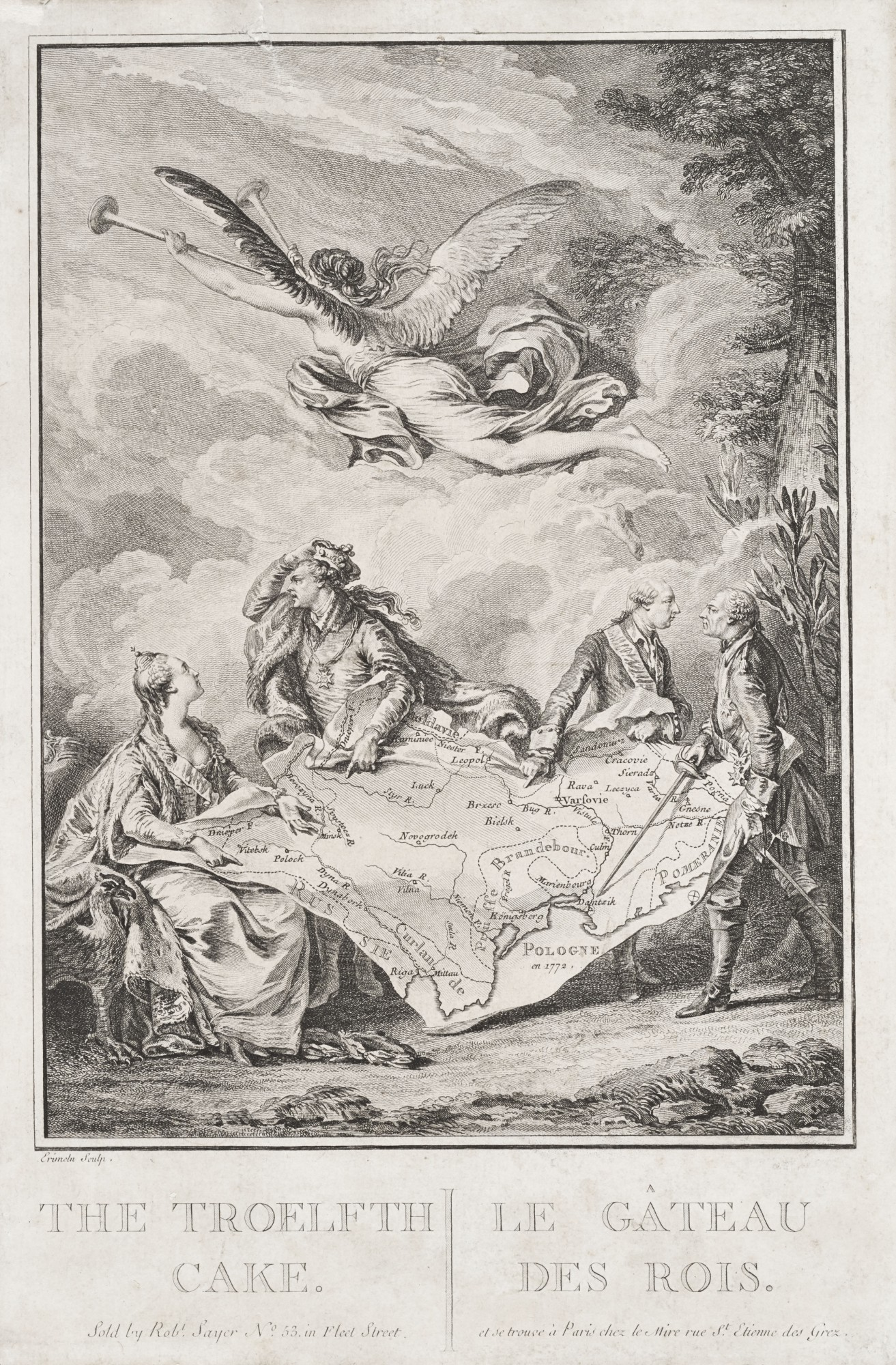
王たちのケーキ, 1773年にフランスのジャン＝ミシェル・モローが第一次ポーランド分割を描いたアレゴリー

1772年9月22日、三国が分割条約を批准した。これはフリードリヒ2世にとっては大成功だった。プロイセンが獲得した地域は三国の取り分の中で最少だったとはいえ、飛びぬけて発展し戦略的にも重要な地であった。プロイセンはヴァルミアを含む王領プロイセンのほぼ全土を獲得した。これにより長らく飛び地同士だった東プロイセンとブランデンブルクが陸続きとなった。またノテチ川沿いのヴィエルコポルスカ北部、クヤフスキ北部も獲得したが、グダンスクとトルンは奪えなかった。プロイセンは、1773年に併合した領土を西プロイセン州とした。 全体として、プロイセンは3万6000 km2の領土と60万人の人口を手に入れた。フリードリヒ2世はただちにこの地域へドイツ人入植者を送り込み、積極的にドイツ化を推し進めた。彼はポーランド・ポメラニアに2万6000人のドイツ人を定着させ、当時の約30万人ほどの住民にドイツ化を強いた。ノテチや旧王領プロシアでは、人口の54%、都市住民の75%がドイツ語を話すプロテスタントになった。18世紀には、この状況を根拠としてドイツの民族主義的な歴史家たちがポーランド分割を正当化したが、これは分割当時の状況には当てはまらない。そもそもドイツ文化に対して否定的だったフリードリヒ2世は、むしろ帝国主義政策を追求していた。プロイセン王国の東西をつないだ新領土は、経済的にも重要だった。プロイセンはポーランドから海を奪う形となり、ポーランド・リトアニア共和国の対外貿易の8割以上を支配するようになった。ここに高関税をかけることで、プロイセンはポーランド・リトアニア共和国の崩壊を加速させた。
マリア・テレジアの反対にもかかわらず分割に参加したヴェンツェル・アントン・フォン・カウニッツは、オーストリアの獲得領は補償として十分だと考えていた。分割にもっとも消極的だったにもかかわらず、結局ハプスブルク帝国は三国で最大の人口（265万人）と2番目に広大な領土（8万3000 km2）を獲得した。その内訳は、ザトル、オシフィエンチム、クラクフ県やサンドミェシュ県の一部とボフニャやヴィエリチカの塩鉱山を含むマウォポルスカの一部、クラクフを除くガリツィア全土である。
ロシアが獲得した北東部は、広大とはいえ経済的には最も価値が低かった。ロシアが得たのは大まかにダウガヴァ川、ドルト川、ドニエプル川の東側で、ヴィーツェプスク、ポラツク、ムスツィスラウを含むベラルーシも併合した。ロシアは9万2000 km2の領土と130万人の人口を手に入れ、一部をノヴゴロド県の一部とし、残りの地域にプスコフ県とモギリョフ県を新設した。1772年5月28日、ザハル・チェルヌィショフが新領土の総督に任命された。
もともと73万3000 km2の領土と1400万人の人口を擁していたポーランド・リトアニア共和国は、第一次分割によって21万1000 km2（30%）と400万人から500万人（3分の1）を失った。

## その後

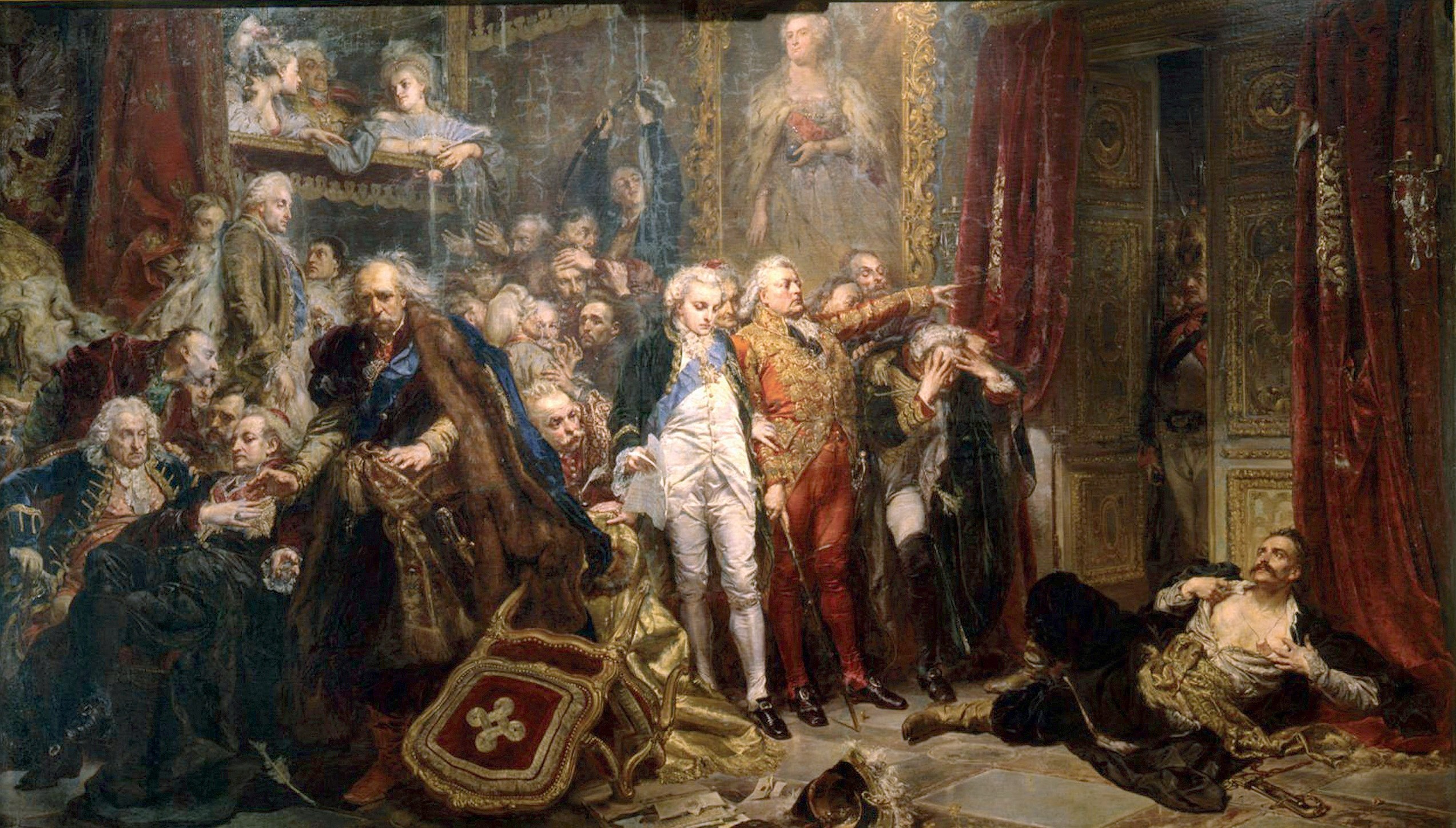
レイタン、あるいはポーランドの凋落,ヤン・マテイコによる1866年の油彩画　282 x 487 cm, ワルシャワ王宮所蔵

巨大な領土拡大を果たした三国は、ポーランド王スタニスワフ2世アウグストに対し、セイムを開き分割を承認するよう要求した。スタニスワフ2世アウグストは西欧の介入を恃んでセイム開催を渋った。しかし各国の反応は極めて冷淡で、分割に反対の声を上げたのはエドマンド・バークら少数だった。
ポーランドに救いの手が差し伸べられることがないまま、三国の連合軍がワルシャワを占領し、セイム開催を強制した。ロシア使節のオットー・マグヌス・フォン・シュタッケルベルクは、反対すればワルシャワを破壊するといって上院議員たちを脅した。処刑、領地没収、さらなる国土分割など様々な脅迫が行われ、一部の上院議員はロシア軍に逮捕されシベリア流刑となった。
ポーランドのセイミク（地方議会）は、セイムに出席する下院議員の選出を拒否することで抵抗した。結局、通常の半数以下の議員しか集まらない状態でセイムが開催された。議長はミハウ・ヒエロニム・ラジヴィウとアダム・ポニンスキだったが、後者はロシアに買収された多数のポーランド貴族の中の一人だった。この時のセイムは分割セイムの名で知られている。自由拒否権の行使を阻止するため、ポニンスキは通常のセイムから連盟セイムに移行させ、多数決を導入した。これにはタデウシュ・レイタンやサムエル・コルサク、スタニスワフ・ボフシェヴィチら一部の人物が激しく抵抗したものの、結局上院で高い地位にいたポニンスキ、ラジヴィウ、アンジェイ・ムウォジェヨフスキ、イグナツィ・ヤクプ・マッサルスキ、アントニ・カジミェシュ・オストロフスキらに押し切られた。セイムは三十人委員会を設立し、1773年9月18日、この委員会は条約に調印して、失ったすべての領土に対する請求権を放棄した。